# 賈森島
賈森島（英語：Jason Island），是南極洲的島嶼，位於南喬治亞群島，處於拉森角以北2公里，是昆伯蘭灣入口處的西部，該島嶼由英國海外領土管轄。